# Ronde van Italië 2015/Vierde etappe
De vierde etappe  van de Ronde van Italië 2015 werd verreden op 12 mei 2015. De renners reden een heuvelrit van 150 kilometer van Chiavari naar La Spezia, met onderweg drie gecategoriseerde beklimmingen. De Italiaan Davide Formolo boekte solo de eerste zege in zijn professionele carrière. Simon Clarke nam de roze trui over van zijn ploeggenoot Michael Matthews.

## Verloop
Na een chaotische openingsfase ontstond een omvangrijke kopgroep, met daarin onder meer de Nederlanders Pieter Weening en Martijn Keizer en de Belg Maxime Monfort. Ook de nummers twee, vier en vijf van het klassement, Simon Gerrans, Esteban Chaves en Roman Kreuziger zaten in die kopgroep. De samenstelling daarvan wisselde echter voortdurend.
Op de Passo del Termine, de tweede berg van de dag werd in het peloton het tempo opgevoerd door de Astana-ploeg. Een man of twintig konden mee met de Astana-trein, maar klassementsleider Michael Matthews moest lossen en zou uiteindelijk twintig minuten verliezen. De laatste zeventien kilometer waren een plaatselijke ronde, met daarin de Biassa. Aan de voet van die berg had de kopgroep (gereduceerd tot veertien man) ruim anderhalve minuut voorsprong op wat er over was gebleven van het peloton. Op de flanken van de Biassa sprong Davide Formolo weg van zijn overgebleven vluchtmakkers, terwijl in het peloton Fabio Aru (Astana) een versnelling plaatste. Alberto Contador en Richie Porte waren de enige die Aru konden volgen en dit trio zou later aansluiten bij het groepje achtervolgers. Ze kwamen echter te laat voor de dagzege: Formolo viel niet stil en had uiteindelijk 22 tellen voorsprong op de achtervolgers. De sprint om de tweede plaats werd gewonnen door Simon Clarke, die juichend over de streep kwam, hoewel hij later beweerde dat die vreugde kwam doordat hij de roze trui had veroverd. De derde plek was voor de Venezolaan Jonathan Monsalve.
Aru, Contador en Porte waren de enige favorieten die in het achtervolgende groepje zaten. Jurgen Van den Broeck en Rigoberto Urán verloren een minuut op Formolo, ex-Girowinnaar Ryder Hesjedal verloor ruim vijf minuten en Steven Kruijswijk verloor meer dan acht minuten. Schaduwfavoriet Ilnoer Zakarin, die onlangs de Ronde van Romandië had gewonnen, kwam op meer dan een kwartier binnen.

### Tussensprints
| Tussensprint Borghetto di Vara na 55,2 km |                   |        |
| Plaats                                    | Naam              | Punten |
| Winnaar                                   | Amaël Moinard     | 10     |
| 2                                         | Giovanni Visconti | 6      |
| 3                                         | Jonathan Monsalve | 3      |
| 4                                         | Matteo Montaguti  | 2      |
| 5                                         | Davide Formolo    | 1      |

| Tussensprint Levanto na 91,7 km |                 |        |
| Plaats                          | Naam            | Punten |
| Winnaar                         | Sonny Colbrelli | 10     |
| 2                               | Martijn Keizer  | 6      |
| 3                               | Amaël Moinard   | 3      |
| 4                               | Chad Haga       | 2      |
| 5                               | Andrey Amador   | 1      |

### Bergsprints
| Beklimming Colla di Velva na 26,4 km | Beklimming Colla di Velva na 26,4 km | 3e cat. 14,2 km à 3,5% | 3e cat. 14,2 km à 3,5% |
| Plaats                               | Naam                                 | Punten                 |                        |
| Winnaar                              | Edoardo Zardini                      | 7                      |                        |
| 2                                    | Franco Pellizotti                    | 4                      |                        |
| 3                                    | Giovanni Visconti                    | 2                      |                        |
| 4                                    | Andrey Amador                        | 1                      |                        |

| Beklimming Passo del Termine na 101,7 km | Beklimming Passo del Termine na 101,7 km | 3e cat. 8,8 km à 6,1% | 3e cat. 8,8 km à 6,1% |
| Plaats                                   | Naam                                     | Punten                |                       |
| Winnaar                                  | Davide Formolo                           | 7                     |                       |
| 2                                        | Andrey Amador                            | 4                     |                       |
| 3                                        | Salvatore Puccio                         | 2                     |                       |
| 4                                        | Andrej Zejts                             | 1                     |                       |

| Beklimming Biassa na 140,1 km | Beklimming Biassa na 140,1 km | 3e cat. 3,4 km à 8,9% | 3e cat. 3,4 km à 8,9% |
| Plaats                        | Naam                          | Punten                |                       |
| Winnaar                       | Davide Formolo                | 7                     |                       |
| 2                             | Giovanni Visconti             | 4                     |                       |
| 3                             | Amaël Moinard                 | 2                     |                       |
| 4                             | Dario Cataldo                 | 1                     |                       |

### Meeste kopkilometers
| Naam           | Kilometers |
| -------------- | ---------- |
| Davide Formolo | 34         |

## Uitslag
| Chiavari - La Spezia (150 km) |                       |                   |          |
| Plaats                        | Naam                  | Ploeg             | Tijd     |
| Winnaar                       | Davide Formolo        | Cannondale-Garmin | 3u47'59" |
| 2                             | Simon Clarke          | Orica-GreenEdge   | +22"     |
| 3                             | Jonathan Monsalve     | Southeast         | +22"     |
| 4                             | Giovanni Visconti (E) | Movistar          | +22"     |
| 5                             | Esteban Chaves        | Orica-GreenEdge   | +22"     |
| 6                             | Fabio Aru             | Astana            | +22"     |
| 7                             | Amaël Moinard         | BMC               | +22"     |
| 8                             | Dario Cataldo         | Astana            | +22"     |
| 9                             | Alberto Contador      | Tinkoff-Saxo      | +22"     |
| 10                            | Richie Porte          | Team Sky          | +22"     |
| 11                            | Kanstantsin Siwtsow   | Team Sky          | +22"     |
| 12                            | Darwin Atapuma        | BMC               | +22"     |
| 13                            | Roman Kreuziger       | Tinkoff-Saxo      | +22"     |
| 14                            | Alexandre Geniez      | FDJ               | +1'04"   |
| 15                            | Sonny Colbrelli       | Bardiani CSF      | +1'04"   |

## Klassementen
| Algemeen klassement |                   |                   |           |
| Plaats              | Naam              | Ploeg             | Tijd      |
| Roze trui           | Simon Clarke      | Orica-GreenEdge   | 11u54'48" |
| 2                   | Esteban Chaves    | Orica-GreenEdge   | +10"      |
| 3                   | Roman Kreuziger   | Tinkoff-Saxo      | +17"      |
| 4                   | Alberto Contador  | Tinkoff-Saxo      | +17"      |
| 5                   | Fabio Aru         | Astana            | +23"      |
| 6                   | Dario Cataldo     | Astana            | +23"      |
| 7                   | Giovanni Visconti | Movistar          | +29"      |
| 8                   | Amaël Moinard     | BMC               | +31"      |
| 9                   | Davide Formolo    | Cannondale-Garmin | +31"      |
| 10                  | Richie Porte      | Team Sky          | +37"      |

| Puntenklassement |                  |                         |        |
| Plaats           | Naam             | Ploeg                   | Punten |
| Rode trui        | Elia Viviani     | Team Sky                | 53     |
| 2                | Marco Frapporti  | Androni Giocattoli-Sid. | 40     |
| 3                | Moreno Hofland   | LottoNL-Jumbo           | 35     |
| 4                | Davide Formolo   | Cannondale-Garmin       | 26     |
| 5                | Philippe Gilbert | BMC                     | 26     |

| Bergklassement |                  |                   |        |
| Plaats         | Naam             | Ploeg             | Punten |
| Blauwe trui    | Pavel Kotsjetkov | Katjoesja         | 15     |
| 2              | Davide Formolo   | Cannondale-Garmin | 14     |
| 3              | Edoardo Zardini  | Bardiani CSF      | 14     |
| 4              | Diego Ulissi     | Lampre-Merida     | 12     |
| 5              | Esteban Chaves   | Orica-GreenEdge   | 6      |

| Jongerenklassement |                        |                   |           |
| Plaats             | Naam                   | Ploeg             | Tijd      |
| Witte trui         | Esteban Chaves         | Orica-GreenEdge   | 11u54'58" |
| 2                  | Fabio Aru              | Astana            | +13"      |
| 3                  | Davide Formolo         | Cannondale-Garmin | +21"      |
| 4                  | Tsgabu Grmay           | Lampre-Merida     | +10'20"   |
| 5                  | Francesco M. Bongiorno | Bardiani CSF      | +13'30"   |

| Ploegenklassement (tijd) |              |           |
| Plaats                   | Ploeg        | Tijd      |
| 1                        | Astana       | 35u06'57" |
| 2                        | BMC          | +12"      |
| 3                        | Team Sky     | +14"      |
| 4                        | Tinkoff-Saxo | +3'12"    |
| 5                        | Movistar     | +4'08"    |

| Ploegenklassement (punten) |                 |      |
| Plaats                     | Ploeg           | Tijd |
| 1                          | Orica-GreenEdge | 169  |
| 2                          | BMC             | 83   |
| 3                          | Astana          | 80   |
| 4                          | Team Sky        | 68   |
| 5                          | Southeast       | 68   |

### Overige klassementen
| Tussensprintklassement |                  |                         |        |
| Plaats                 | Naam             | Ploeg                   | Punten |
| 1                      | Philippe Gilbert | BMC                     | 20     |
| 2                      | Marco Frapporti  | Androni Giocattoli-Sid. | 20     |
| 3                      | Amaël Moinard    | BMC                     | 13     |

| Combativiteitsklassement |                  |                   |        |
| Plaats                   | Naam             | Ploeg             | Punten |
| 1                        | Philippe Gilbert | BMC               | 14     |
| 2                        | Simon Clarke     | Orica-GreenEdge   | 13     |
| 3                        | Davide Formolo   | Cannondale-Garmin | 11     |

| Strijdlustklassement |                 |                       |        |
| Plaats               | Naam            | Ploeg                 | Punten |
| 1                    | Łukasz Owsian   | CCC Sprandi Polkowice | 166    |
| 2                    | Eugert Zhupa    | Southeast             | 166    |
| 3                    | Giacomo Berlato | Nippo-Vini Fantini    | 164    |

| Azzurri d'Italia |                  |                 |        |
| Plaats           | Naam             | Ploeg           | Punten |
| 1                | Davide Formolo   | Bardiani CSF    | 4      |
| 2                | Michael Matthews | Orica-GreenEdge | 4      |
| 3                | Elia Viviani     | Team Sky        | 4      |

| Premio Energy |                   |               |        |
| Plaats        | Naam              | Ploeg         | Punten |
| 1             | Giovanni Visconti | Movistar      | 4      |
| 2             | Sergej Lagoetin   | Katjoesja     | 4      |
| 3             | Moreno Hofland    | LottoNL-Jumbo | 4      |

## Opgaves
- Gianni Meersman (Etixx-Quick Step)
- Robert Wagner (LottoNL-Jumbo)

1e etappe ·
2e etappe ·
3e etappe ·
4e etappe ·
5e etappe ·
6e etappe ·
7e etappe ·
8e etappe ·
9e etappe ·
10e etappe ·
11e etappe ·
12e etappe ·
13e etappe ·
14e etappe ·
15e etappe ·
16e etappe ·
17e etappe ·
18e etappe ·
19e etappe ·
20e etappe ·
21e etappe
Startlijst · Eindstanden · Afbeeldingen